# 恩波利足球俱樂部
恩波利足球俱樂部（義大利語：Empoli Football Club）是一間位於意大利西中部托斯卡納區恩波利的足球會，現時在義大利甲級聯賽比賽。

## 歷史
恩波利足球俱樂部於1920年成立，但1921年才進行第一場正式比賽，由1995–96年球季憑丙組聯賽附加賽冠軍升上乙組，自此球隊時常處於甲組及乙組聯賽之間，2004–05年球季恩波利以乙組聯賽亞軍身份重返甲組，而冠軍熱拿亞被發現製造賽果而取消升班資格並降落丙組聯賽。2017–18年球季在意乙取得冠軍，取得升班資格，但一季後再次降至意乙。
然而，恩波利在2020-21赛季的意乙联赛中获得了第一名，这将是他们历史上的第三个联赛冠军
。

## 球會地址
- Piazza Matteotti, 29 50053 Empoli (FI)

## 球會榮譽
- 乙組聯賽冠軍（3次）：2004–05、2017–18、2020–21

## 外部連結
- 官方網站（意大利文）